# Operatie Wisła

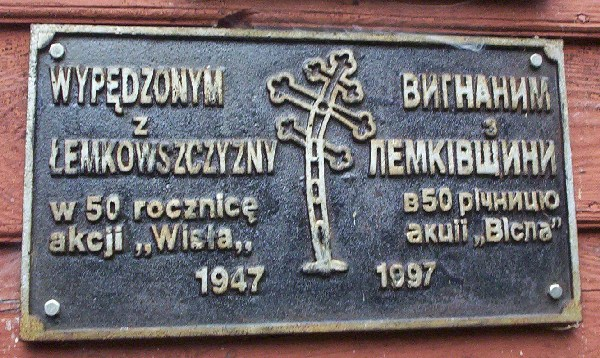
Herdenkingsplaat in het Pools en het Oekraïens

Operatie Wisła (Pools: Akcja Wisła) was in 1947 de codenaam van de gedwongen verhuizing van etnische Oekraïners, inclusief de Lemken en Bojken, uit hun eigen woonomgeving in het zuidoosten van de Volksrepubliek Polen (de huidige  Subkarpaten en de oostelijke delen van Klein-Polen en  Lublin), naar de ontvolkte westelijke en noordelijke gebieden die Polen had verworven aan het eind van WO II (de "Herwonnen Gebieden"). De operatie is vernoemd naar de rivier de Wisła.